# Edoardo Rovida
Edoardo Rovida (Alessandria, 26 agosto 1927) è un arcivescovo cattolico italiano, dal 31 luglio 1971 arcivescovo titolare di Taormina. Ha lavorato nel servizio diplomatico della Santa Sede dal 1953 al 2002.

## Biografia
È nato ad Alessandria, città capoluogo di provincia e sede vescovile, il 26 agosto 1927, figlio di Angelo, commerciante, e di Giovanna Signorelli. Ha studiato teologia e diritto canonico alla Angelicum di Roma, conseguendo il dottorato.
È stato ordinato sacerdote il 29 giugno 1950. Ha completato il corso di studi presso la Pontificia accademia ecclesiastica nel 1953.
È diventato noto come beneficiario del patronato del cardinale Giovanni Benelli, che, come sostituto della Segreteria di Stato, ha dominato il dipartimento dal 1967 al 1977. I suoi primi incarichi nel servizio diplomatico della Santa Sede includevano un periodo in Cuba durante i primi anni della Rivoluzione cubana.
Il 31 luglio 1971 papa Paolo VI lo ha nominato arcivescovo titolare di Taormina e nunzio apostolico a Panama. Ha ricevuto la consacrazione episcopale il 10 ottobre dello stesso anno dal cardinale Jean-Marie Villot, segretario di Stato.
Il 13 agosto 1977 è stato nominato pro-nunzio apostolico nello Zaire e il 7 marzo 1981 è stato nominato osservatore permanente della Santa Sede presso le Nazioni Unite a Ginevra.
Il 26 gennaio 1985 è stato nominato nunzio apostolico in Svizzera e il 7 marzo 1987 nunzio apostolico nel Liechtenstein. Il suo mandato in Svizzera è stato caratterizzato dal conflitto attorno alla figura del vescovo Wolfgang Haas, la cui nomina a coadiutore del vescovo Johannes Vonderach era stata decisa direttamente a Roma, scavalcando Rovida. Dapprima sostenitore di Haas, ha poi colto la criticità della situazione e ha collaborato alla sua risoluzione.
Il 15 marzo 1993 è stato nominato nunzio apostolico in Portogallo.
Il suo servizio di nunzio in Portogallo è terminato con la nomina del suo successore, Alfio Rapisarda, il 12 ottobre 2002, ma ha mantenuto il titolo di nunzio apostolico.

## Genealogia episcopale e successione apostolica
La genealogia episcopale è:
- Cardinale Scipione Rebiba
- Cardinale Giulio Antonio Santori
- Cardinale Girolamo Bernerio, O.P.
- Arcivescovo Galeazzo Sanvitale
- Cardinale Ludovico Ludovisi
- Cardinale Luigi Caetani
- Cardinale Ulderico Carpegna
- Cardinale Paluzzo Paluzzi Altieri degli Albertoni
- Papa Benedetto XIII
- Papa Benedetto XIV
- Papa Clemente XIII
- Cardinale Giovanni Francesco Albani
- Cardinale Carlo Rezzonico
- Cardinale Antonio Dugnani
- Arcivescovo Jean-Charles de Coucy
- Cardinale Gustave-Maximilien-Juste de Croÿ-Solre
- Vescovo Charles de Forbin-Janson
- Cardinale François-Auguste-Ferdinand Donnet
- Vescovo Charles-Emile Freppel
- Cardinale Louis-Henri-Joseph Luçon
- Cardinale Charles-Henri-Joseph Binet
- Cardinale Maurice Feltin
- Cardinale Jean-Marie Villot
- Arcivescovo Edoardo Rovida

La successione apostolica è:
- Vescovo José Agustín Ganuza García, O.A.R. (1972)
- Arcivescovo José Dimas Cedeño Delgado (1975)
- Vescovo Marcos Zuluaga Arteche, C.M.F. (1977)